# Lubu Shuiku
Lubu Shuiku (kinesiska: 陆埠水库) är en reservoar i Kina. Den ligger i provinsen Zhejiang, i den östra delen av landet, omkring 110 kilometer öster om provinshuvudstaden Hangzhou. Lubu Shuiku ligger 49 meter över havet. I omgivningarna runt Lubu Shuiku växer i huvudsak blandskog.
Genomsnittlig årsnederbörd är 1 996 millimeter. Den regnigaste månaden är juni, med i genomsnitt 338 mm nederbörd, och den torraste är januari, med 70 mm nederbörd.